# Vadis Odjidja-Ofoe
Vadis Odjidja-Ofoe (* 21. Februar 1989 in Gent) ist ein belgischer Fußballspieler.

## Karriere

### Im Verein
Der Abwehrspieler, der auch im defensiven Mittelfeld spielen kann, stammt aus der Jugend von KAA Gent, von dem aus er 1999 in die Nachwuchsabteilung des RSC Anderlecht wechselte. Dort stieg er zur Saison 2007/08 in den Profikader auf und erzielte während seiner drei Einsätze ein Tor im Spiel gegen den RAEC Mons. In der Winterpause wechselte er zum Hamburger SV, bei dem er einen bis 2013 laufenden Vertrag unterschrieb. Am 17. Februar 2008 gab er sein Debüt in der Fußball-Bundesliga im Heimspiel des Hamburger SV gegen den VfL Bochum als Einwechselspieler. In der Winterpause der Saison 2008/09 wechselte Odjidja-Ofoe zum FC Brügge, bei dem er einen bis 2013 laufenden Vertrag unterschrieb. Nachdem er für Brügge 181 Ligaspiele absolviert und 22 Tore erzielt hatte, wechselte er zur Saison 2014/15 in die Football League Championship zu Norwich City. Im September 2015 spielte er auf Leihbasis bei Rotherham United.
Zur Saison 2016/17 wechselte er für zwei Jahre nach Polen zu Legia Warschau.
Zur folgenden Saison schloss er sich Olympiakos Piräus an. Im Sommer 2018 wechselte er dann zu seinem ersten Verein, dem KAA Gent zurück und unterschrieb dort einen Vertrag über zwei Jahre. In der Saison 2020/21 bestritt er unter anderem wegen einer Oberschenkelverletzung 25 von 40 möglichen Spielen, in denen er sieben Tore schoss, sowie 2 Pokal- und 6 Europapokal-Spiele einschließlich Qualifikation für Gent. In der Saison 2021/22 waren es 29 von 40 möglichen Ligaspielen, bei denen er zwei Tore erzielte, sechs Pokalspiele mit zwei Toren und 13 Spiele in der Conference League einschließlich Qualifikation mit ebenfalls zwei Toren. Er wurde dabei mit Gent belgischer Pokalsieger.
In der Saison 2022/23 bestritt Odjidja-Ofoe 29 von 40 möglichen Ligaspielen, in denen er ein Tor schoss, drei Pokalspiele und zwölf Spiele im Europapokal mit zwei Toren. 
Mitte Juli 2023 wechselte er zum kroatischen Erstligisten Hajduk Split, bei dem er einen Vertrag mit einer Laufzeit von einem Jahr mit der Optio der Verlängerung um ein weiteres Jahr abschloss.

### In der Nationalmannschaft
Der Sohn eines ghanaischen Vaters und einer belgischen Mutter durchlief diverse belgische Jugendnationalmannschaften. Während der Qualifikation für die U-21 EM 2011 absolvierte er einige Spiele für die U-21, aber verpasste die Qualifikation als Tabellenzweiter. Wenig später kam er gegen Russland und Aserbaidschan zu ersten Kurzeinsätzen in der A-Nationalmannschaft. Gegen Kasachstan kam er dann erstmals länger zum Einsatz. Danach wurde er nicht mehr in die Nationalmannschaft berufen.

## Erfolge
- Gewinner belgischer Supercup: 2006
- belgischer Pokalsieger: 2022
- polnischer Meister: 2016/17